# Grande Tempio
Il Grande Tempio nel manga e nell'anime I Cavalieri dello zodiaco è il luogo sacro dove Atena e i suoi cavalieri vivono. È allo stesso tempo il luogo dove la maggior parte dei cavalieri si allena, come ad esempio Pegasus, e dei soldati, i quali hanno diversi ruoli, tra cui la guardia e la protezione del Gran Sacerdote. Il luogo è situato non molto lontano da Atene e sembra protetto da un campo di forza che impedisce agli aerei di sorvolarlo e allontana le persone normali e i turisti.
In originale sia nell'anime che nei manga viene chiamato con l'inglese Sanctuary, ma nelle edizioni italiane dei manga tale termine è stato tradotto letteralmente in Santuario, mentre Grande Tempio è il termine usato nell'adattamento dell'anime classico.

## Descrizione
Viene rappresentato come una composizione architettonica simile all'Acropoli di Atene e contiene numerose costruzioni ispirate agli antichi templi greci, più o meno allo stato di rovine. Nel manga classico e nel sequel canonico Next Dimension vi è anche una panoramica del Santuario, ed è descritto come un luogo montagnoso disseminato di antiche rovine e templi.
Il Grande Tempio è suddiviso in diversi luoghi:
- Un grande piano con numerose costruzioni difensive e di muraglie, con a guardia i soldati che ne I Cavalieri dello zodiaco - Episode G hanno permesso di lottare contro l'invasione dei Titani.
- Intorno al Grande Tempio c'è il villaggio di Rodorio, dove la gente che vive al Santuario si reca per rilassarsi e per fare le proprie cose. Questo villaggio è regolarmente visitato dal Gran Sacerdote per dare la propria benedizione al popolo.
- Ci sono inoltre degli alti dirupi che separano il villaggio dal Grande Tempio, al fine di evitare ai comuni mortali di entrare all'interno del Santuario, come accaduto a Patricia (non essendo riuscita nel tentativo cadde e riportò la perdita della memoria).
- Press'a poco sullo stesso piano c'è il Colosseo, le case dove vivono i cavalieri, diversi centri di allenamento, il cimitero dei cavalieri.
- Più in alto si trovano le dodici case dello zodiaco. Ciascuna casa si chiama come uno dei segni zodiacali ed è protetta dal Cavaliere d'oro corrispondente. Mentre nel manga originale le case non sono altro che templi vuoti, in Episode G queste sono vere e proprie case dove i cavalieri abitano insieme ai loro servitori.
- C'è poi il palazzo di Atena, situato nella parte più alta del Grande Tempio, nelle cui vicinanze c'è la residenza del Gran Sacerdote.
- Al di là del palazzo di Atena, c'è il suo altare con la statua greca che la rappresenta. Di fianco c'è la stanza segreta del Gran Sacerdote.
- In Next Dimension si scopre che tra 8° casa dello zodiaco (Scorpione) e la nona (Sagittario) vi è una gigantesca tredicesima casa dello zodiaco sotterranea la casa del Cavaliere d'oro leggendario Ofiuco.

## Grande sacerdote
Cronologia del Grande sacerdote del Santuario:
1. Pope Misterioso (Saint Seiya Next Dimension)
2. Shin (serie classica e Next Dimension)
3. Gemini Saga/Arles (serie classica)
4. Kanon - Aiolos/Micene (Saint Seiya Episode G Assassin)
5. Harbinger (Saint Seiya Ω)